# Sandra Záhlavová
Sandra Záhlavová (* 10. října 1985, Plzeň) je bývalá česká profesionální tenistka. Na okruhu WTA nezískala žádný titul.
V rámci okruhu ITF vyhrála devět turnajů ve dvouhře a devět ve čtyřhře. Trénoval jí Václav Zdražila, následně (od 2010) Richard Pergl.
Nejvýše postavená na žebříčku WTA ve dvouhře byla v červnu 2010 na 78. místě.
Stala se ženskou halovou mistryní České republiky ve dvouhře pro rok 2009 a 2012..
Domovským klubem je T.K. Milten.

## Soukromý život
Otec Jan Záhlava je lékař, matka Michaela Záhlavová zdravotní sestra a sestra Linda právnička na Krajském soudě v Plzni.
Sandra Záhlavová je v příbuzenském vztahu s tenistkou Barborou Záhlavovou-Strýcovou prostřednictvím svého bratrance Jakuba Herm-Záhlavy, který byl manželem a trenérem Barbory Záhlavové.

## Vítězství na okruhu ITF (18)

### Dvouhra (9)
| Č.  | Datum             | Turnaj          | Dotace   | Povrch  | Soupeřka ve finále     | Výsledek      |
| 1.  | 7. listopad 2004  | Řím             | 10 000 $ | antuka  | Stefania Chieppová     | 5-7, 6-2, 6-3 |
| 2.  | 28. srpen 2005    | Bielefeld       | 10 000 $ | antuka  | Franziska Etzelová     | 3-6, 6-1, 7-5 |
| 3.  | 25. září 2005     | Tbilisi         | 25 000 $ | antuka  | Ana Timotićová         | 6-0, 6-3      |
| 4.  | 17. září 2006     | Gliwice         | 25 000 $ | antuka  | Tatjana Maleková       | 6-4, 6-0      |
| 5.  | 27. prosinec 2008 | Nové Dillí      | 50 000 $ | tvrdý   | Bojana Jovanovská      | 6-4, 6-3      |
| 6.  | 11. červenec 2009 | Záhřeb          | 75 000 $ | antuka  | Anastasija Sevastovová | 6-1, 7-6(4)   |
| 7.  | 22. listopad 2009 | Opole           | 25 000 $ | koberec | Ana Jovanovićová       | 6-0, 6-2      |
| 8.  | 15. srpen 2010    | Trnava          | 25 000 $ | antuka  | Lenka Juríková         | 2–6 6–3 6–1   |
| 9.  | 21. listopad 2010 | Opole           | 25 000 $ | koberec | Magda Linetteová       | 5–7, 7–6, 6–4 |
| 10. | 9. září 2012      | Alphen A/D Rijn | 25 000 $ | antuka  | Lesley Kerkhoveová     | 7–5, 7–6      |
| 11. | 25. listopad 2012 | Vendryně        | 15 000 $ | tvrdý   | Renata Voráčová        | 7–6, 6–0      |
| 12. | 10. únor 2013     | Grenoble        | 25 000 $ | tvrdý   | Maryna Zanevská        | 6–4, 5–7, 6–2 |

### Čtyřhra (9)
| Č. | Datum              | Turnaj            | Dotace   | Povrch  | Partnerka            | Soupeřky ve finále                        | Výsledek         |
| 1. | 20. červen, 2004   | Kandřín-Kozlí     | 10 000 $ | antuka  | Iveta Gerlová        | Kateryna Avdijenková Oxana Ljubcovová     | 6-3, 6-1         |
| 2. | 18. červenec, 2004 | Monteroni d'Arbia | 10 000 $ | antuka  | Valentina Sulpiziová | Matea Mezaková Nadja Pavićová             | 7-5, 4-6, 7-6(5) |
| 3. | 26. září, 2004     | Volos             | 10 000 $ | koberec | Eva Válková          | Alice Balducciová Cristina Celaniová      | 7-6(7), 6-1      |
| 4. | 20. únor, 2005     | Biberach          | 10 000 $ | tvrdý   | Lucie Hradecká       | Kristina Barroisová Stefanie Weisová      | 5-7, 6-2, 7-5    |
| 5. | 20. březen, 2005   | Řím               | 10 000 $ | antuka  | Valentina Sulpiziová | Raffaella Bindiová Stefania Chieppová     | 7-5, 6-4         |
| 6. | 27. březen, 2005   | Řím               | 10 000 $ | antuka  | Valentina Sulpiziová | Ivana Abramovićová Stefanie Haidnerová    | 7-5, 5-7, 6-1    |
| 7. | 16. duben, 2005    | Civitavecchia     | 25 000 $ | antuka  | Lucie Hradecká       | Gabriela Niculescuová Monica Niculescuová | 6-4, 6-3         |
| 8. | 23. říjen, 2005    | Saint-Raphael     | 50 000 $ | tvrdý   | Lucie Hradecká       | Maria Emilia Salerniová Meilen Tuová      | 4-6, 6-4, 7-5    |
| 9. | 20. květen, 2006   | Caserta           | 25 000 $ | antuka  | Petra Cetkovská      | Silvia Disderiová Valentina Sulpiziová    | 6-2, 6-0         |

## Postavení na konečném žebříčku WTA ve dvouhře
| Rok    | 2001  | 2002   | 2003   | 2004   | 2005   | 2006   | 2007   | 2008   | 2009   | 2010  | 2011   | 2012   | 2013   |
| Pořadí | 1045. | ▲ 922. | ▲ 658. | ▲ 380. | ▲ 205. | ▲ 154. | ▼ 184. | ▲ 182. | ▲ 104. | ▲ 89. | ▼ 154. | ▼ 246. | ▲ 241. |